# 西尾克洋
西尾 克洋（にしお かつひろ、1980年8月29日 - ）は、日本の相撲ライター。鹿児島県出身。

## 人物・来歴
日本大学卒業後にIT企業で会社員として従事する中、スポーツナビブログで相撲記事を執筆。
2015年から相撲ライターとしてのキャリアをスタートし、Numberや現代ビジネスなどのウェブ媒体を中心に活動している。
2021年には光文社より「スポーツとしての相撲論」、2023年にはすばる舎より「イチから知りたい 日本のすごい伝統文化 絵で見て楽しい！ はじめての相撲」が出版されている。

## 著書
- 『スポーツとしての相撲論』光文社、2021年6月16日、ISBN 978-4-334-04548-7[1]
- 『はじめての相撲』すばる舎、2023年9月30日、ISBN 978-4-799-11163-5[2]

## 出演

### テレビ
- 情報ライブ ミヤネ屋（読売テレビ）[3]
- よんチャンTV（毎日放送）[3]